# Moors dambordje
Het moors dambordje (Melanargia ines) is een vlinder uit de familie Nymphalidae (vossen, parelmoervlinders en weerschijnvlinders). De voorvleugellengte bedraagt 23 tot 25 millimeter. De soort komt voor op het Iberisch Schiereiland en in westelijk Noord-Afrika. De soort heeft jaarlijks één generatie die vliegt in mei en juni. De vlinder vliegt op hoogtes tot 1600 meter.
De waardplanten van het moors dambordje zijn soorten uit de grassenfamilie, zoals Brachypodium pinnatum en Bromus madritensis. De soort overwintert als rups.